# ウォーターボーディング
ウォーターボーディング（英: waterboarding）とは、拷問の一種である。日本語では「水責め尋問」と訳されることが多い。

## 概要
背中を板に固定して頭に袋をかぶせて、頭を下に向けた逆立ちの状態で顔の上、あるいは袋に穴をあけ口や鼻の穴に水を直接注ぎ込むことで急速に窒息を生じさせる。頭を水槽などに押さえつけると息を止めて抵抗される事があるが、逆さまの状態で水を口や鼻の穴に注ぎ込まれると気管の咽頭反射で肺から空気が放出され、すぐに溺水状態に追い込めるため、溺れ死ぬ感覚が簡単に誘導できる。
殴打あるいは感電などの拷問は、苦痛を与えることはできるが、死の恐怖を実感させる事は難しい。一方でこの水責めの内容を予め知らない場合は、簡単に溺死する錯覚に陥り、死の恐怖で短期間に自白を強要できるとされている。さらに殴打などの肉体的拷問に比べて、外傷が一切残らないなどの利点が存在する。各国の軍隊の特殊部隊においては、捕虜となった時のことを想定して、この拷問を訓練に取り入れている。溺死の錯覚は厳密には痛覚ではないとされることから、アメリカ合衆国連邦政府は身体を損傷しない限りは拷問ではなく「強度の尋問（英: enhanced interrogation）」であり、拷問を禁止するジュネーヴ条約に違反しないと主張している。
アメリカ海兵隊大将だったジェームズ・マティスは、尋問手法としては煙草やビールなどを与えて懐柔するのに比べ効果が低いとしている。
一部のメディアなどで、ウォーターボーディングの実演が行われたが、場合によっては事故死もありえる拷問であり、被験者は免責の条項にサインしているだけでなく必ず医師が現場に同伴するという安全措置がとられている。

## 歴史

### スペインの宗教裁判所
宗教裁判の異端審問で、ウォーターボーディングに類似した拷問は、つるし刑と並んで最も頻繁に行われていた。

### フランス
1541年のフランスの法典にウォーターボーディングが「Torturae Gallicae Ordinariae」（フランス式標準拷問法）として制定される。

### 植民地時代
オランダの東インド会社のエージェントはアンボイナ事件の間、ウォーターボーディングを利用した。

### 1898年の米西戦争の後
1898年の米比戦争の後、アメリカ軍は「水治療法」または「中国の水責め」と呼ばれていたウォーターボーディングを使った。その時に、エドウィン・グレン少佐は軍法会議にかけられて、反乱容疑者にウォーターボーディングを実行したとされ、10年の重労働を宣告された。セオドア・ルーズベルト大統領はウォーターボーディングを実行した彼の軍隊を許すために、サマルの島でアメリカンゼネラルの軍法会議を命じた。そのとき、軍法会議は彼が過度の熱意で行動したことを除いては、ルーズベルトが評決を無視したとわかって、将軍を軍から解雇させた。

### 第二次世界大戦
第二次世界大戦、日本の軍隊、特に憲兵隊の間で日本が占領したシンガポールで行われた。また、ナチスのゲシュタポが占領地で行っていた。

### アメリカ
1968年1月21日、ベトナム戦争で米国の将軍によってウォーターボーディングは違法であると示された、ワシントン・ポストは、ダナンの近くで北ベトナムの捕虜をウォーターボーディングしている写真を掲載して、その兵士は軍法会議にかけられた。   
近年ではCIAがアルカーイダの容疑者を尋問するために使用したことで話題になった。2008年2月5日にはCIAのマイケル・ヘイデン長官が、上院情報特別委員会でアルカーイダの容疑者3名に対してウォーターボーディングを行っていることを認めた。   
アメリカでは短期的な適用は身体的な損傷を起こさないため拷問ではなく尋問であると主張され、水責め尋問禁止法案が民主党主導で上下両院を通過したがジョージ・W・ブッシュ大統領が拒否権を発動して廃案となった。2009年にバラク・オバマが大統領に就任すると、大統領令でウォーターボーディングを含めた拷問を禁止した。

### アルジェリア戦争
アルジェリア戦争の間にも行われた。フランスのジャーナリストのアンリ・アレッグが1957年にアルジェリアでフランスの落下傘部隊の兵士にウォーターボーディング受けた直接的な経験を記事にした。この記事が発表されるとフランスで議論が巻き起こり、1958年に禁止された。
また、フランス陸軍将軍ポール・オーサレセは2001年にアルジェリア戦争時代に拷問を行ったことを告白した。

### チリ
アウグスト・ピノチェト政権下で行われていたといわれている。

### クメール・ルージュ
1975年にカンボジアの政権を奪取したクメール・ルージュは、多数の国民を拷問に掛けたが、その中でウォーターボーディングも用いたとされる。

## 抗議活動

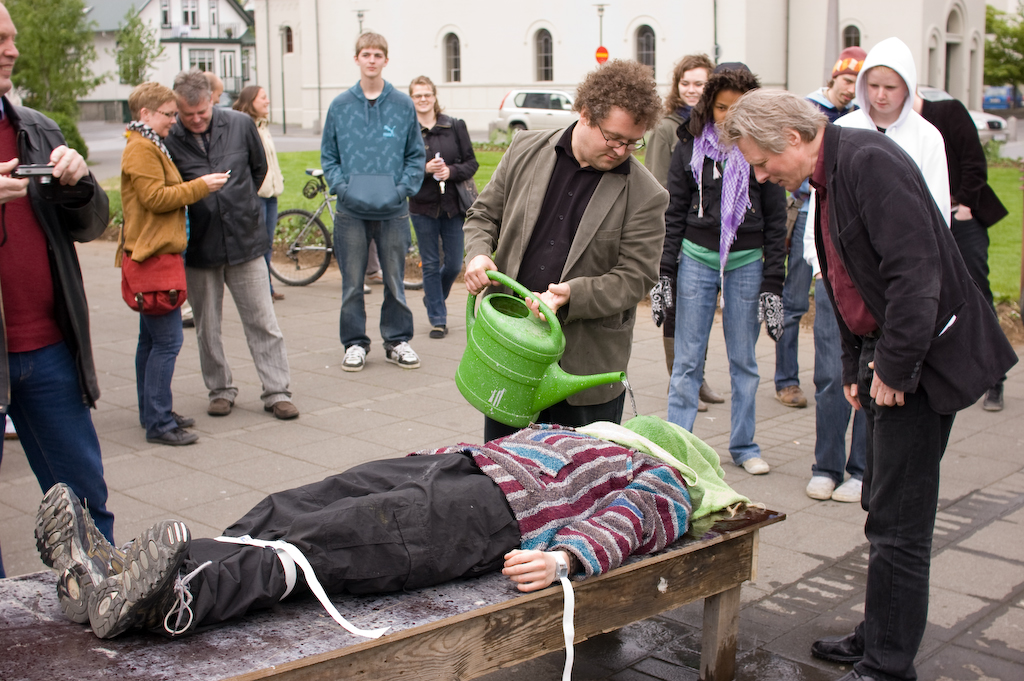
2008年5月にアイスランドでコンドリーザ・ライス長官の訪問期間に行われた路上での抗議活動

アメリカでテロ容疑者に対してウォーターボーディングが行われていることに世界的な抗議活動が行われた。